# Reprezentacja Szwecji w piłce siatkowej kobiet
Reprezentacja Szwecji w piłce siatkowej kobiet – narodowa reprezentacja tego kraju, reprezentująca go na arenie międzynarodowej.
Największym sukcesem reprezentantek Szwecji było wywalczenie 15. miejsca Mistrzostw Europy na turnieju w 1967 i 1971.

## Osiągnięcia
Srebrna Liga Europejska:
- 2018, 2022

Złota Liga Europejska:
- 2024[1]
- 2023[2]

## Trenerzy
| Lata      | Imię i nazwisko      |
| --------- | -------------------- |
| 2012-2014 | Tina Celinder-Nygren |
| 2016      | Ismo Peltoarvo       |
| 2017-2018 | Guillermo Gallardo   |
| 2019-2021 | Ettore Guidetti      |
| 2022-2023 | Lauri Hakala         |
| 2023      | Jukka Lehtonen       |
| 2024      | Giulio Bregoli       |
| 2025-     | Lorenzo Micelli      |

## Skład reprezentacji Szwecji na Ligę Europejską 2025[9]
Zawodniczki:
- 1. Tyra Areskoug
- 3. Linda Andersson
- 4. Elin Arnerdal
- 5. Cecilia Malm
- 6. Ulrika Blomgren
- 7. Elsa Nordin Ottosson
- 8. Ella Sandberg
- 9. Anna Harlin
- 10. Isabelle Haak
- 11. Alexandra Lazic
- 12. Hilda Gustafsson
- 13. Filippa Brink
- 14. Hanna Hellvig
- 15. Kirsten Van Leusen
- 16. Vilma Julevik
- 17. Anna Haak
- 18. Julia Nilsson
- 19. Paulina Lindberg
- 20. Saga Nilsson
- 21. Elin Larsson
- 22. Sabrina Mileva Phinizy
- 23. Sonja Rundcrantz
- 24. Emmy Gustafsson
- 25. Emmy Andersson
- 26. Gun Hindgren
- 27. Nina Tolstoy Krantz
- 28. Elin Andersson
- 29. Ebba Welander
- 31. Kerstin Wolf-Watz
- 32. Klara Julevik
- 33. Clara Philipsson
- 34. Martha Edlund
- 35. Matilda Dahlström
- 36. Hedda Broberg
- 37. Sofie Sjöberg
- 38. Sofia Österdahl
- 39. Leia Lund
- 40. Elma Olofsson

## Mistrzostwa Europy
| Rok  | Kraj                                 | Miejsce      |
| ---- | ------------------------------------ | ------------ |
| 1949 | Czechosłowacja                       | brak udziału |
| 1950 | Bułgaria                             | brak udziału |
| 1951 | Francja                              | brak udziału |
| 1955 | Rumunia                              | brak udziału |
| 1958 | Czechosłowacja                       | brak udziału |
| 1963 | Rumunia                              | brak udziału |
| 1967 | Turcja                               | 15. miejsce  |
| 1971 | Włochy                               | 15. miejsce  |
| 1975 | Jugosławia                           | brak udziału |
| 1977 | Finlandia                            | brak udziału |
| 1979 | Francja                              | brak udziału |
| 1981 | Bułgaria                             | brak udziału |
| 1983 | NRD                                  | 18. miejsce  |
| 1985 | Holandia                             | brak udziału |
| 1987 | Belgia                               | brak udziału |
| 1989 | Niemcy                               | brak udziału |
| 1991 | Włochy                               | brak udziału |
| 1993 | Czechy                               | brak udziału |
| 1995 | Holandia                             | brak udziału |
| 1997 | Czechy                               | brak udziału |
| 1999 | Włochy                               | brak udziału |
| 2001 | Bułgaria                             | brak udziału |
| 2003 | Turcja                               | brak udziału |
| 2005 | Chorwacja                            | brak udziału |
| 2007 | Belgia/ Luksemburg                   | brak udziału |
| 2009 | Polska                               | brak udziału |
| 2011 | Serbia/ Włochy                       | brak udziału |
| 2013 | Niemcy/ Szwajcaria                   | brak udziału |
| 2015 | Holandia/ Belgia                     | brak udziału |
| 2017 | Gruzja/ Azerbejdżan                  | brak udziału |
| 2019 | Polska/ Słowacja/ Turcja/ Węgry      | brak udziału |
| 2021 | Serbia/ Bułgaria/ Chorwacja/ Rumunia | 8. miejsce   |
| 2023 | Włochy/ Niemcy/ Belgia/ Estonia      | 15. miejsce  |
| 2026 | Turcja/ Szwecja/ Czechy/ Azerbejdżan |              |

## Mistrzostwa Świata
| Rok  | Kraj      | Miejsce |
| ---- | --------- | ------- |
| 2025 | Tajlandia |         |